# 团岛毛刺蟹
团岛毛刺蟹（学名：Pilumnus tuantaoensis）为扇蟹科毛刺蟹属的动物。在中国大陆，分布于山东等地，生活环境为海水，一般栖息于沿岸带浅水中。

## 參看
- 团岛

## 外部連結
維基物種上的相關：团岛毛刺蟹